# Sharpiella striatella
Sharpiella striatella là một loài Rêu trong họ Hypnaceae. Loài này được (Brid.) Z. Iwats. miêu tả khoa học đầu tiên năm 1965.